# Hanna Daglund
Hanna Karin Daglund, född 3 april 1994 i Västerås, är en svensk handbollsmålvakt.

## Karriär

### Klubblagsspel
När Daglund började spela handboll fick hon höra att det var onödigt att stå i mål. Hon var vänsterhänt och sådana spelare är det brist på. Men till slut hamnade hon ändå där. I ungdomsåren var hon mycket utespelare. Hon har en bror Jonas Daglund som också spelar handboll. Daglund spelade handboll för VästeråsIrsta då hennes elitkarriär började. 2013 väljer Hanna Daglund att lämna VästeråsIrsta för elitseriekonkurrenten Skuru IK. Hon hade då haft en skadetyngd säsong och stått i skuggan av Martina Thörn och Sonja Koskinen i Västerås. Sen hon gick till Skuru har lyckan lett mot Daglund. Det har blivit tre raka SM-finaler med Skuru men i finalerna har det blivit tre raka förluster. Hon tillhörde  elitseriens bästa målvakter de senaste säsongerna. Efter säsongen 2017 lämnade hon Skuru för proffslivet i Danmark. Klubbvalet föll på Viborg. Hanna Daglund drabbades av upprepade hjärnskakningar och tvingades till långa rehabiliteringar. Skadan visade så allvarlig att Daglund slutar med handbollen efter säsongen 2019.

### Landslagsspel
Landslagskarriären inleddes i juniorlandslaget där Hanna Daglund har spelat 38 matcher (1 mål). Men det var inte där de största framgångarna var utan med ungdomslandslaget födda 1992/1993 (Hanna Daglund ett år yngre) som tog U20 VM-guld. I både semifinal och final stod Hanna Daglund och hade över 40 i räddningsprocent båda matcherna. Hanna Daglund har gjort 32 U-landskamper.

## Klubbar
- VästeråsIrsta HF (–2013)
- Skuru IK (2013–2017)
- Viborg HK (2017–2019)

## Meriter
- 3 SM-silver (2014, 2015, 2016) med Skuru IK
- U20-VM-guld med svenska landslaget